# Biblioteca Nacional d'Austràlia

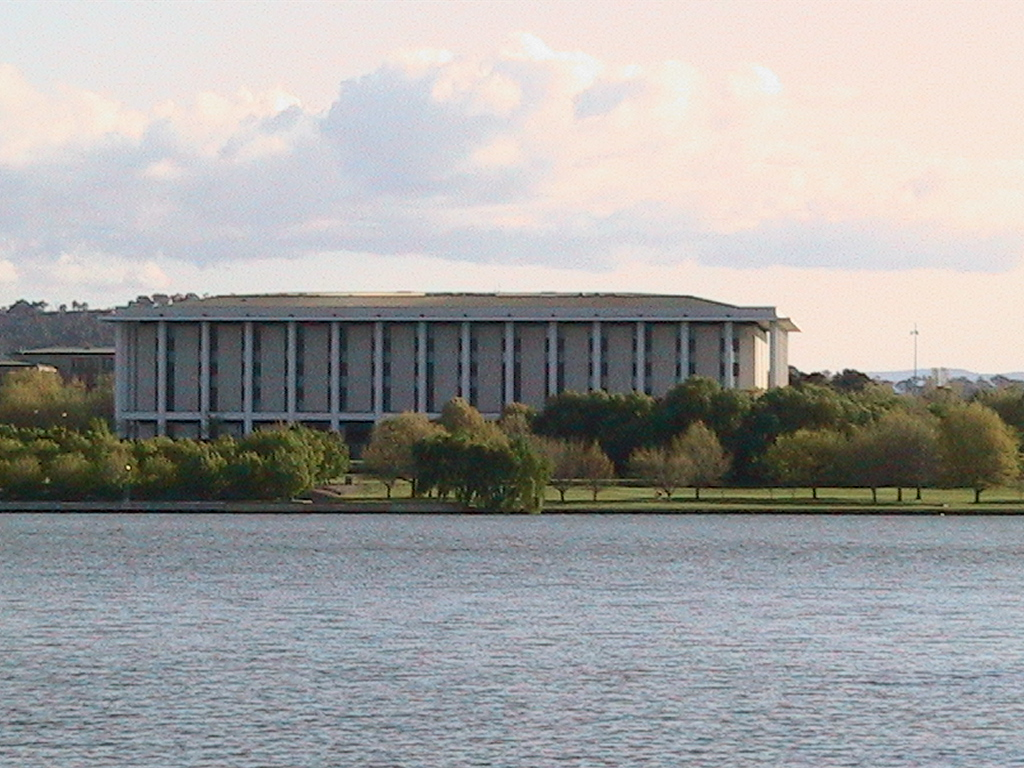
Biblioteca Nacional d'Austràlia vista des del llac Burley Griffin, Canberra

La Biblioteca Nacional d'Austràlia, situada a la capital d'Austràlia, Canberra, és la biblioteca més gran d'Austràlia, amb fons de més de deu milions d'exemplars entre llibres, revistes, i diversos formats. Va ser creada a partir de la National Library Act, de 1960, i ha de mantenir i desenvolupar una col·lecció bibliogràfica universal, que ha d'incloure una exhaustiva secció nacional sobre Austràlia i el poble australià. També és el dipòsit legal d'Austràlia. La seva fundació es remunta al 1901, quan es va crear una biblioteca per al Parlament federal; el 1960, es va refundar a l'empara de la National Library Act. El nou edifici es va acabar de construir el 1968 a la vora del llac Burley Griffin, i va reunir material de la col·lecció que fins llavors estava dispersa en diferents llocs. A més a més de la col·lecció australiana i general, posseeix una de les més importants col·leccions sobre la civilització i la literatura d'Àsia, de tot l'Hemisferi sud.

## Història

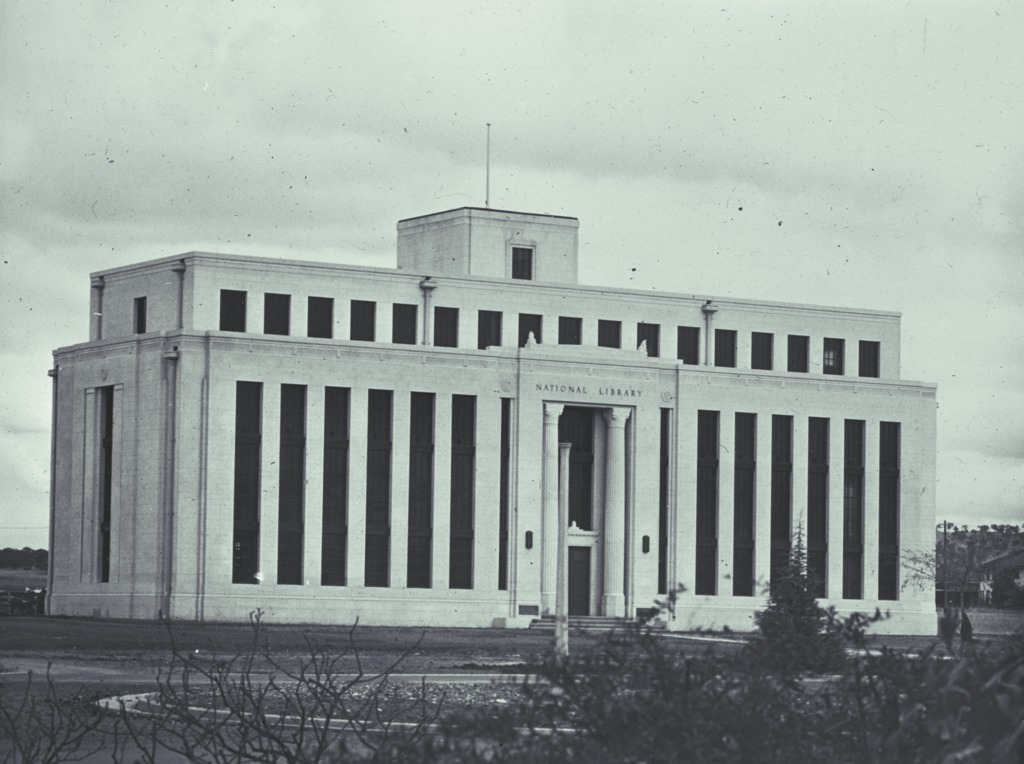
L'edifici original de la Biblioteca Nacional a Kings Avenue, Canberra, va ser dissenyat per Edward Henderson. Originalment pensada amb diverses ales, només se'n va completar una i es va enderrocar el 1968. Ara és el lloc on hi ha l'edifici Edmund Barton.

El 1901 es va establir la Biblioteca del Parlament de la Commonwealth per donar servei al recentment format Parlament Federal d'Austràlia. Des dels seus inicis, la Biblioteca Parlamentària de la Commonwealth va impulsar el desenvolupament d'una col·lecció veritablement nacional. El 1907, el Comitè de la Biblioteca Parlamentària Conjunta sota la presidència de Frederick William Holder, va definir l'objectiu de la Biblioteca Parlamentària de la Commonwealth amb les següents paraules:
El Comitè de la Biblioteca té l'ideal de construir, per al moment en què s'establirà el Parlament a la capital federal, una gran biblioteca pública en les línies de la mundialment famosa Biblioteca del Congrés de Washington; una biblioteca, de fet, que sigui digna de la nació australiana; la llar de la literatura, no d'un Estat, ni d'un període, sinó del món, i de tots els temps.
A partir de 1923, es van utilitzar simultàniament dues formes per anomenar-la: Biblioteca Nacional de la Commonwealth i Biblioteca del Parlament de la Commonwealth, per designar les col·leccions nacionals i parlamentàries respectivament.
El 1960 es va crear la Biblioteca Nacional d'Austràlia per la National Library Act de 1960, i cada biblioteca va esdevenir una entitat separada.

## Edifici
L'actual edifici de la biblioteca va ser inaugurat el 15 d'agost de 1968 pel primer ministre John Gorton. L'edifici va ser dissenyat pel despatx d'arquitectura Bunning i Madden a l'estil clàssic despullat de finals del segle xx. El vestíbul està decorat en marbre, amb vitralls de Leonard French i tres tapissos de Mathieu Matégot. L'edifici va ser inclòs a la llista del patrimoni de la Commonwealth d'Austràlia el 22 de juny de 2004. Es va instal·lar una escultura de Tom Bass anomenada Lintel Sculpture a l'entrada de la biblioteca.
L'any 2004 es va publicar que el llibre "Una mirada diferent: la Biblioteca Nacional d'Austràlia i el seu art de la construcció" parlava de l'edifici de la NLA.
El gran edifici de la Biblioteca Nacional acull diverses sales de lectura i col·leccions. A la planta baixa hi ha la sala de lectura principal, on hi ha la major part dels terminals d'accés a Internet de la biblioteca i on hi ha accés de wifi a internet. També s'ofereixen serveis in situ des de la zona de diaris i història familiar a la planta baixa, la sala de lectura de col·leccions especials i la sala de lectura Petherick al primer pis i les col·leccions asiàtiques al nivell 3.

## Col·leccions

### Col·lecció australiana i general
La biblioteca recull material produït per australians, per a australians o sobre l'experiència australiana en tots els formats, no només obres impreses, llibres, sèries, diaris, mapes, cartells, música i impresos efímers, sinó també publicacions en línia i material inèdit, com ara manuscrits, imatges i històries orals. Hazel de Berg va començar a enregistrar escriptors, artistes, músics i altres australians a la comunitat de les Arts el 1957. Va fer unes 1300 entrevistes. Juntament amb la Biblioteca, va ser una pionera en aquest camp a Austràlia, treballant-hi durant vint-i-set anys.
Una col·lecció bàsica d'Australia és la de John A. Ferguson. La Biblioteca té una col·lecció particular en les arts escèniques, inclosa la dansa.
La biblioteca conté una col·lecció considerable de materials de llibres rars i d'estrangers, així com col·leccions d'Àsia i el Pacífic de primer nivell que augmenten les col·leccions d'Austràlia. Les col·leccions d'impressió es recolzen, a més, amb amplis fons de microformes.
La Biblioteca també manté la Col·lecció de Braille de la Reserva Nacional.
Com a biblioteca nacional, la NLA està obligada per les disposicions de dipòsit legal consagrades a la Llei de drets d'autor de 1968 a recollir una còpia de cada publicació australiana del país, que els editors han d'enviar quan es publiquin el material.
Al final de l'exercici financer australià de 2018-2019, la col·lecció de la Biblioteca Nacional comprenia 7.717.579 elements i 17.950 metres de material manuscrit. Les col·leccions d' Austràlia de la Biblioteca s'han convertit en el recurs més important del país per deixar constància del patrimoni cultural australià. Els escriptors, editors i il·lustradors australians hi estan ben representats, tant si publiquen a Austràlia com a l'estranger.
La col·lecció de la biblioteca inclou material de tots els formats, des de llibres, revistes, llocs web i manuscrits fins a imatges, fotografies, mapes, música, enregistraments d'història oral, documents manuscrits i efímers.
Aproximadament el 94,1% de la col·lecció de la Biblioteca s'havia catalogat el juliol de 2019, amb un total de 5.453.888 elements que es poden cercar a través del catàleg en línia.
La Biblioteca és líder mundial en tècniques de preservació digital, i ha mantingut un arxiu accessible per Internet de llocs web australians seleccionats anomenat Pandora Archive des de 1996. L'Arxiu web australià, publicat el març de 2019, combina registres de PANDORA, l'Arxiu web del govern australià (AGWA) i altres llocs web publicats a Austràlia. Al pressupost federal de 2019, el govern va destinar 10 milions de dòlars australians a la biblioteca, que va invertir en quatre anys per crear un fons de digitalització.
El juny del 2019 la biblioteca havia digitalitzat 5,5 milions d'imatges. Quan és possible, es descarreguen directament a través d'internet.
Des d'una esmena de 2016 a la Llei de drets d'autor, tot el contingut digital que es crea també s'ha de dipositar a la biblioteca (amb diferents disposicions també per a les biblioteques estatals). L'NLA ha allotjat i gestionat des del maig de 2019, a partir de convenis de col·laboració, el National edeposit (NED). Libraries ACT, Libraries Tasmania, Northern Territory Library, State Library of New South Wales, State Library of Queensland, State Library of South Australia, State Library Victoria i State Library of Western Australia.

### Col·leccions asiàtiques
La biblioteca acull el fons de recerca més gran i en desenvolupament més actiu sobre Àsia a Austràlia, i les col·leccions de llengües asiàtiques més grans de l'hemisferi sud, amb més de mig milió de volums a la col·lecció, així com amplis recursos electrònics i en línia. La biblioteca recull recursos sobre tots els països asiàtics en llengües occidentals i recursos en les següents llengües asiàtiques: birmà, xinès, persa, indonesi, japonès, khmer, coreà, laosià, manxú, mongol, tailandès, timorens i vietnamita.
La biblioteca ha adquirit una sèrie d'importants col·leccions acadèmiques de llengües occidentals i asiàtiques d'investigadors i bibliòfils. Aquestes col·leccions inclouen:
 
Les col·leccions asiàtiques es poden cercar a través del catàleg de la Biblioteca Nacional.

### Il·lustracions i manuscrits
La Biblioteca Nacional posseeix una extensa col·lecció d'imatges i manuscrits. La col·lecció de manuscrits conté uns 26 milions d'articles separats, que cobreixen més de 10.492 metres d'espai de prestatge (ACA Australian Archival Statistics, 1998). La col·lecció se centra principalment a Austràlia, però també hi ha fons importants relacionats amb Papua Nova Guinea, Nova Zelanda i el Pacífic. La col·lecció també conté una sèrie de col·leccions de manuscrits europeus i asiàtics o s'han rebut articles individuals com a part de col·leccions de llibres formats.
Les col·leccions de manuscrits australians daten del període d'exploració i poblament marítim del segle xviii fins a l'actualitat, parteix de la dècada de 1890 en endavant. La col·lecció inclou un gran nombre d'articles únics destacats, com ara el Chertsey Cartulary del segle xiv, el diari de James Cook sobre HM Bark Endeavour, inscrit al Memory of the World Register l'any 2001, els diaris de Robert O'Hara Burke i William John Wills de l'expedició Burke and Wills, i els registres de Charles Kingsford Smith i Charles Ulm.
A la col·lecció hi ha representats un ampli ventall de persones i famílies, amb especial força en els àmbits de la política, l'administració pública, la diplomàcia, el teatre, l'art, la literatura, la indústria pastoral i la religió. Alguns exemples són els articles d'Alfred Deakin, John Latham, Keith Murdoch, Hans Heysen, John Monash, Vance Palmer i Nettie Palmer, AD Hope, Manning Clark, David Williamson, WM Hughes, Robert Menzies, William McMahon, Lord Casey, Geoffrey Dutton, Peter Sculthorpe, Daisy Bates, Jessie Street i Eddie Mabo i James Cook, tots dos documents es van inscriure al Registre del programa Memòria del món de la UNESCO l'any 2001.
La Biblioteca també ha adquirit els registres de moltes organitzacions no governamentals nacionals. Inclouen els registres dels Secretariats Federals del Partit Liberal, l'ALP, els Demòcrates, la RSL, l' Australian Inland Mission, l' Australian Union of Students, The Australian Ballet, l' Australian Elizabethan Theatre Trust, l' Australian Institute of Urban Studies, Australian Industries Protection League, la Australian Conservation Foundation i el Australian Council of National Trusts. Finalment, la biblioteca té unes 37.000 bobines de microfilm de manuscrits i registres d'arxiu, majoritàriament adquirits a l'estranger i predominantment d'interès australià i del Pacífic.
La col·lecció d'imatges de la National Library se centra en la gent, llocs i esdeveniments australians, des de l'exploració europea del Pacífic Sud fins a esdeveniments contemporanis. Les obres d'art i les fotografies s'adquireixen principalment pel seu valor informatiu i per la seva importància com a documents històrics.
Els mitjans representats a la col·lecció inclouen fotografies, dibuixos, aquarel·les, olis, litografies, gravats, aiguaforts i escultures/busts.

## Serveis
La Biblioteca Nacional d'Austràlia lidera el desenvolupament i la gestió de serveis en línia col·laboratius amb la comunitat de biblioteques australiana, facilitant als usuaris trobar i accedir als recursos d'informació en l'àmbit nacional. Proporciona serveis a biblioteques i editors i al públic en general, amb membres disponibles per als residents d'Austràlia que ofereixen accés a serveis addicionals.
Alguns dels components dels serveis són:
- Per als editors:
  - Servei de dades de prepublicació,[33] ISSN i ISMN per a editors australians.
  - Dipòsit Nacional (NED), per complir amb les obligacions legals de dipòsit.[34] NLA allotja i gestiona el servei, per la qual cosa tot el contingut digital creat publicat a Austràlia, tal com exigeix la legislació de dipòsit legal en virtut de la Llei de drets d'autor de 1968, l'editor diposita remotament, s'emmagatzema i es fa accessible per a les biblioteques membres i el públic.[24][35][36][23]
- Per als bibliotecaris:
  - L'Australian National Bibliographic Database (ANBD)[37] i ofereix accés gratuït a través del servei basat en subscripció de Libraries Australia.[38] S'utilitza per a referenciar, desenvolupar col·leccions, catalogar i fer préstec interbibliotecari.
  - Portal de Biblioteques Nacionals.
- En línia, per al públic en general:
  - L' Australian Web Archive, que ara incorpora PANDORA (establert el 1996), l'Australian Government Web Archive (AWA) i l'arxiu de domini ".au".
  - Catàleg de la Biblioteca Nacional d'Austràlia, un catàleg de recursos en NLA que estan disponibles per al públic en general.[39]